# 烟台条约
《烟台条约》（又称《滇案条约》、《芝罘条约》），是1876年（即光绪二年）清廷在英國外交壓力下與之签订的不平等条约，約文中文共30頁，約文原存於中華民國外交部，現典藏於臺北外雙溪國立故宮博物院。

## 背景
1875年（同治十四年）2月21日，英國人马嘉理在雲南被當地人殺死，演變成外交事件。清廷令海關總稅務司赫德斡旋，1876年8月21日北洋大臣李鸿章与英国公使威妥玛在山东芝罘（即今煙臺）谈判，9月13日，双方在芝罘海滨饭店 (CHEFOO Beach Hotel) 签约。英國取得進入雲南及西藏特權。
條約共三端一則:
- 第一則：清廷查明滇案，懲處失職人員，並向英國道歉、賠償。
- 第二則：規定英國駐京公臣及領事官與清廷往來禮儀平等及兩國審辦案件各官交涉事宜
- 第三則：清廷增加通商口岸，訂立通商章程及鴉片稅則，另議專則。英國得由北京經四川入藏至印度，清廷需妥為照料保護。

包括清政府对马嘉理事件及以前中英之间的案件各赔偿15万两白银；洋货在中國內陸免收厘金；增加开放宜昌、芜湖、温州、北海等为通商口岸；以及正式遣使道歉。这成为中国外交史上派出驻外长期代表的开始。
1885年清廷派遣曾紀澤前往倫敦簽訂中英煙台條約續增專條，中英文共14頁，規定鴉片進口至中國只能繳納進口稅30兩及釐金最多80兩，此後在中國各處行銷不必再繳納其他稅捐，是清廷喪失外國貨物在內地徵收稅捐的濫觴。約文仍存於臺北外雙溪國立故宮博物院。